# Glovelier
Glovelier (toponimo francese) è una frazione di 1 193 abitanti del comune svizzero di Haute-Sorne, nel Canton Giura (distretto di Delémont).

## Storia

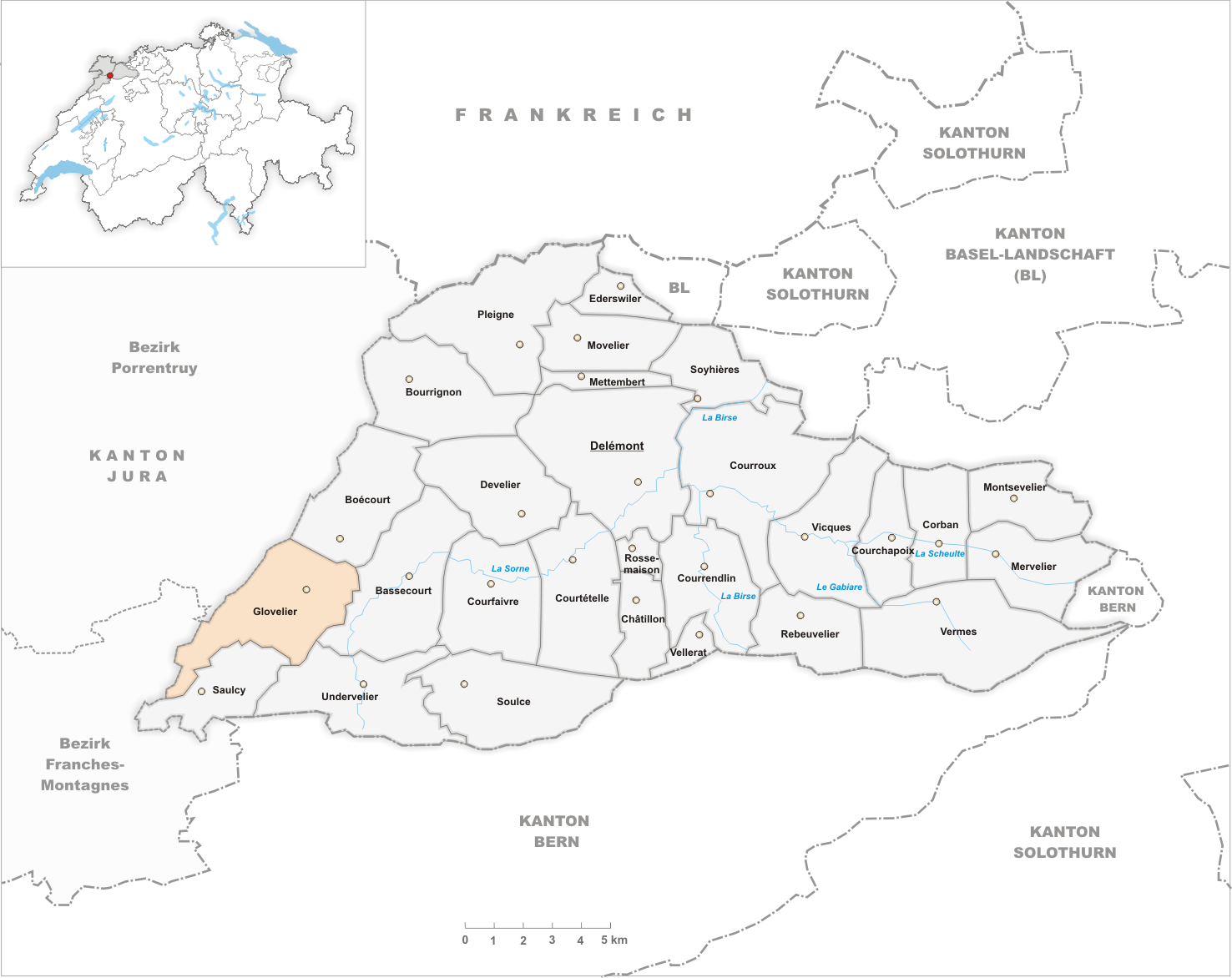
Il territorio del comune di Glovelier prima degli accorpamenti comunali del 2013

Già comune autonomo che si estendeva per 14,34 km² e che comprendeva anche la frazione di Sceut, il 1º gennaio 2013 è stato accorpato agli altri comuni soppressi di Bassecourt, Courfaivre, Soulce e Undervelier per formare il nuovo comune di Haute-Sorne.

## Monumenti e luoghi d'interesse

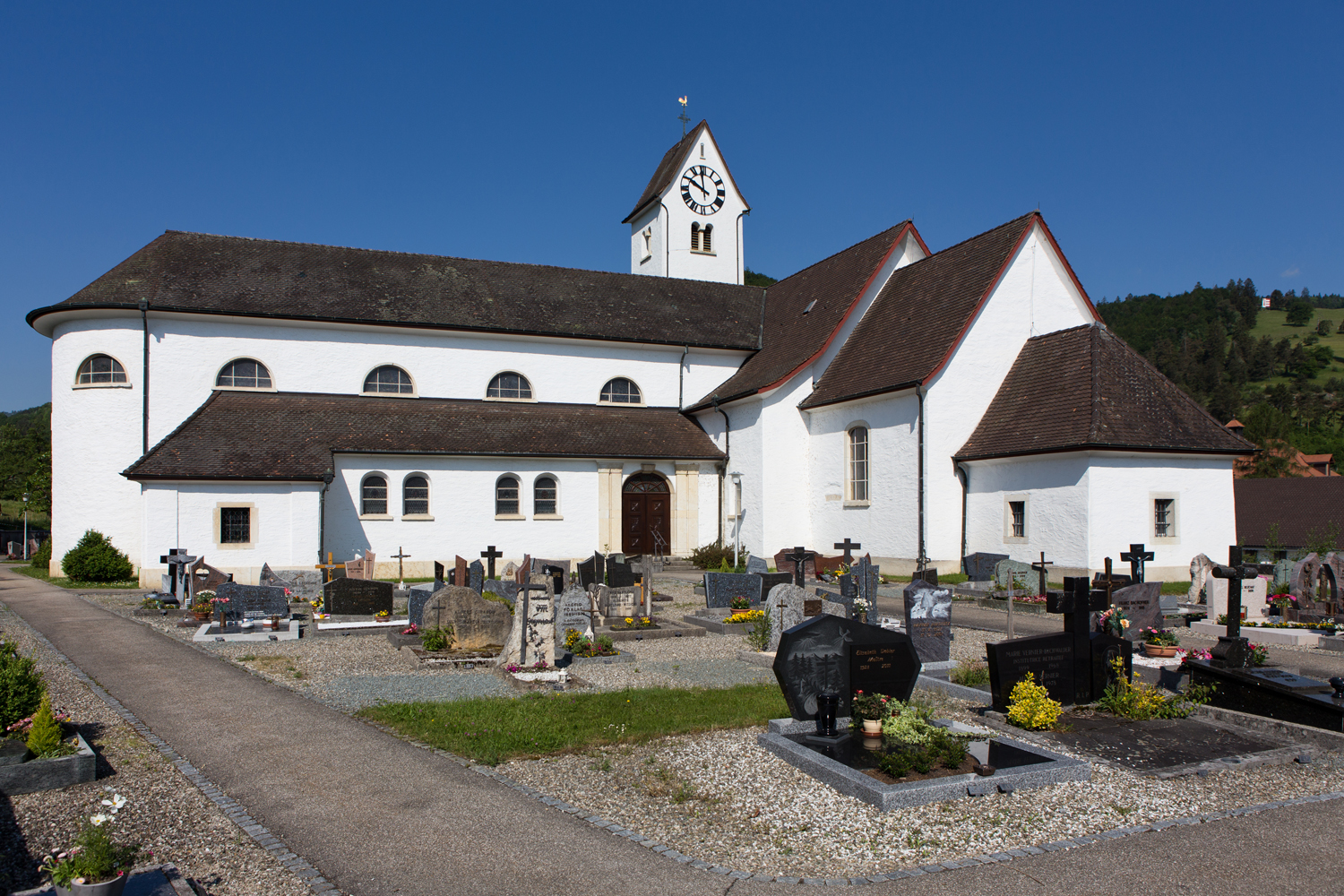
La chiesa di San Maurizio

- Chiesa cattolica di San Maurizio, attestata dal XII secolo e ricostruita nel 1690-1691 e nel 1923-1924[1].

## Società

### Evoluzione demografica
L'evoluzione demografica è riportata nella seguente tabella:
Abitanti censiti

## Infrastrutture e trasporti

La stazione di Glovelier

Glovelier è servito dall'omonima stazione sulle ferrovie Delémont-Delle e Glovelier-La Chaux-de-Fonds.

## Amministrazione
Dal 1853 comune politico e comune patriziale erano uniti nella forma del commune mixte.